# Unión de Todos los Estudiantes Bodo
La All Bodo Students Union fue la primera organización nacionalista de la etnia bodo en la India, siendo fundada en 1967, formada por estudiantes y profesores. Desde 1989 reclamó la autonomía en un estado separado de Assam, bajo la dirección de Upendra Nath Brahma. Su brazo militar fue la Bodo Security Force, de la que después surgieron las dos organizaciones armadas principales: La Bodoland Liberation Tigers Force (BLTF) en 1996 y la Bodoland Army, brazo militar del National Democratic Front of Bodoland, en 1997.
- Datos: Q4728642